# 113333 Tyler
113333 Tyler este o planetă minoră (asteroid), cu un diametru de 4,927 km, din centura de asteroizi. A fost descoperită pe 13 septembrie 2002 la Goodricke-Pigott Observatory⁠(d) de Roy A. Tucker⁠(d). 
Obiectul prezintă o orbită caracterizată de o semiaxă mare de 3,0000031228183 UAi, o excentricitate de 0,14, o înclinație de 13,3 ° în raport cu ecliptica.